# موپین
موپین (به لاتین: Mełpin) یک روستا در لهستان است که در گمینا دولسک واقع شده‌است. موپین ۲۷۰ نفر جمعیت دارد.